# Paraschistura prashari
Paraschistura prashari är en fiskart som först beskrevs av Hora, 1933.  Paraschistura prashari ingår i släktet Paraschistura och familjen grönlingsfiskar. Inga underarter finns listade i Catalogue of Life.